# 大村町 (茨城県)
大村町（おおむらまち）は茨城県真壁郡にかつて存在した町である。

## 地理
- 現在の筑西市の南東部、旧明野町の中部に位置する。
- 村域は台地と平地が入り組む谷戸が多い地形になっている。

## 歴史
村名はかつて存在した大村郷に由来する。

### 村域の変遷
- 1889年（明治22年）4月1日 - 町村制施行により、以下の村が発足。
  - 大村 ← 松原村・田宿村・倉持村・山王堂村・中根村・海老ケ島村・有田村
  - 長讃村 ← 猫島村・上西郷谷村・源法寺村・宮後村・宮山村・押尾村
- 1954年（昭和29年）
  - 1月1日 - 大村は改称、即日町制施行して大村町となる。
  - 11月2日 - 長讃村の一部（源法寺を除く）は大村町に編入。
  - 11月13日 - 大村町は上野村・鳥羽村・村田村とともに合併し明野町が発足。大村町は消滅。

変遷表
| 1868年 以前 | 1868年 以前 | 明治22年 4月1日 | 昭和29年      | 昭和29年      | 昭和29年 | 平成17年 3月28日 | 現在   |
| 1868年 以前 | 1868年 以前 | 明治22年 4月1日 | 1月1日        | 11月2日       | 11月13日 | 平成17年 3月28日 | 現在   |
| ----------- | ----------- | --------------- | ------------- | ------------- | -------- | ---------------- | ------ |
|             | 松原村      | 大村            | 町制          | 大村町        | 明野町   | 筑西市           | 筑西市 |
|             | 田宿村      | 大村            | 町制          | 大村町        | 明野町   | 筑西市           | 筑西市 |
|             | 倉持村      | 大村            | 町制          | 大村町        | 明野町   | 筑西市           | 筑西市 |
|             | 山王堂村    | 大村            | 町制          | 大村町        | 明野町   | 筑西市           | 筑西市 |
|             | 中根村      | 大村            | 町制          | 大村町        | 明野町   | 筑西市           | 筑西市 |
|             | 海老ケ島村  | 大村            | 町制          | 大村町        | 明野町   | 筑西市           | 筑西市 |
|             | 有田村      | 大村            | 町制          | 大村町        | 明野町   | 筑西市           | 筑西市 |
|             | 猫島村      | 長讃村 の一部   | 長讃村 の一部 | 大村町 に編入 | 明野町   | 筑西市           | 筑西市 |
|             | 上西郷谷村  | 長讃村 の一部   | 長讃村 の一部 | 大村町 に編入 | 明野町   | 筑西市           | 筑西市 |
|             | 宮後村      | 長讃村 の一部   | 長讃村 の一部 | 大村町 に編入 | 明野町   | 筑西市           | 筑西市 |
|             | 宮山村      | 長讃村 の一部   | 長讃村 の一部 | 大村町 に編入 | 明野町   | 筑西市           | 筑西市 |
|             | 押尾村      | 長讃村 の一部   | 長讃村 の一部 | 大村町 に編入 | 明野町   | 筑西市           | 筑西市 |

## 大字
- 松原（まつばら）
- 田宿（たじゅく）
- 倉持（くらもち）
- 山王堂（さんおうどう）
- 中根（なかね）
- 海老ケ島（えびがしま）
- 有田（ありた）
- 猫島（ねこしま）
- 上西郷谷（かみにしごうや）
- 宮後（みやご）
- 宮山（みややま）
- 押尾（おしび）

## 人口・世帯

### 人口
総数 [単位： 人]
| 1891年（明治24年） | 3,084 |
| 1920年（大正 9年） | 3,735 |
| 1935年（昭和10年） | 3,978 |
| 1950年（昭和25年） | 5,099 |

### 世帯
総数 [単位： 世帯]
| 1920年（大正 9年） | 685 |
| 1935年（昭和10年） | 723 |
| 1950年（昭和25年） | 885 |